# Tallinns domkyrka

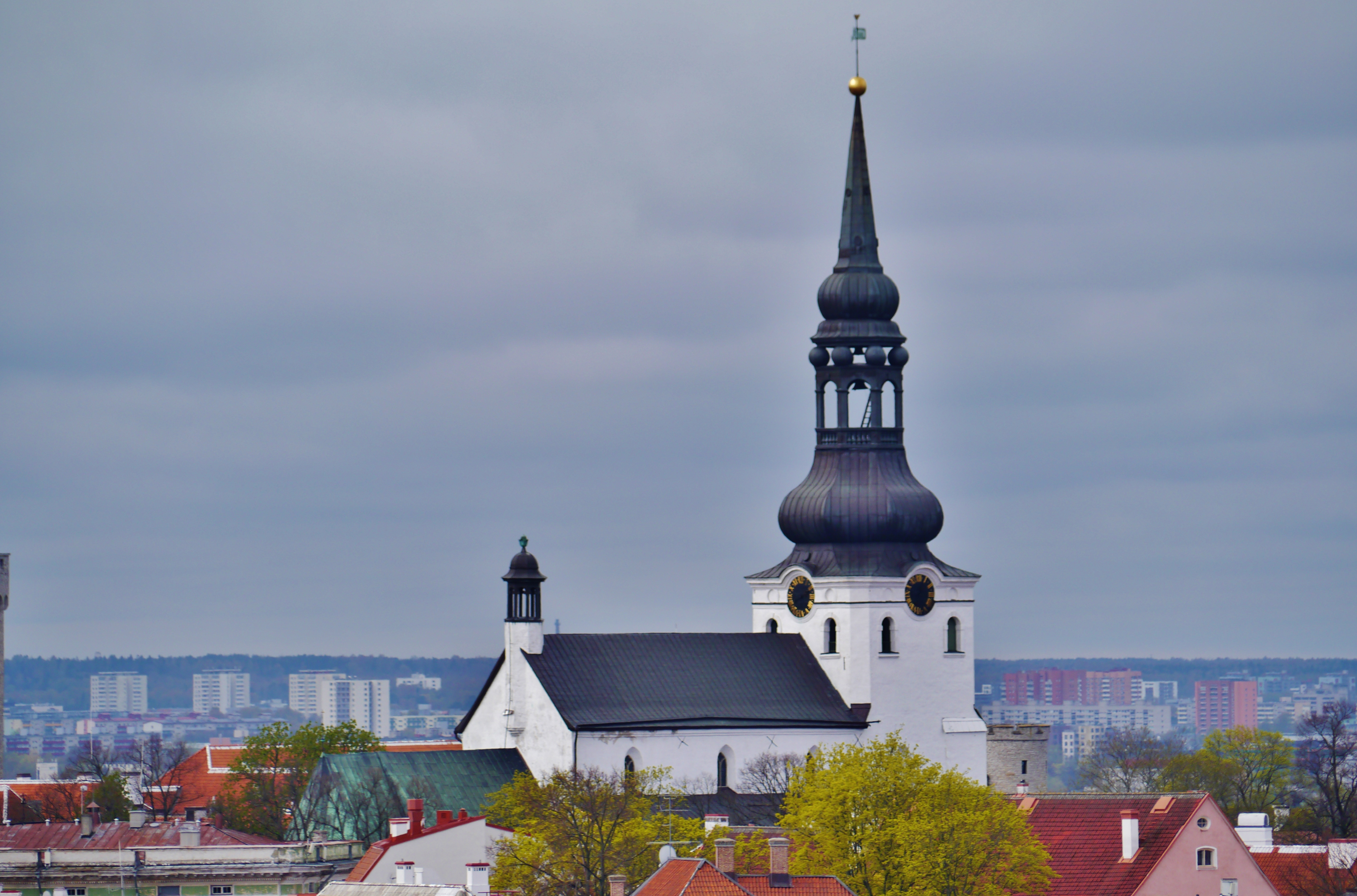
Domkyrkan på domberget sedd från Olaikyrkan.

Artikeln behandlar Tallinns lutherska domkyrka. För den ortodoxa domkyrkan, se Alexander Nevskij-katedralen, Tallinn.
Tallinns domkyrka (estniska: Tallinna toomkirik), S:ta Mariakyrkan, historiskt även Revals domkyrka, är Tallinns lutherska domkyrka. Den är belägen på Domberget i Tallinns gamla stad. Kyrkan är säte för den Estniska evangelisk-lutherska kyrkans ärkebiskop av Tallinn, som är primas och ledare för den lutherska kyrkan i Estland.

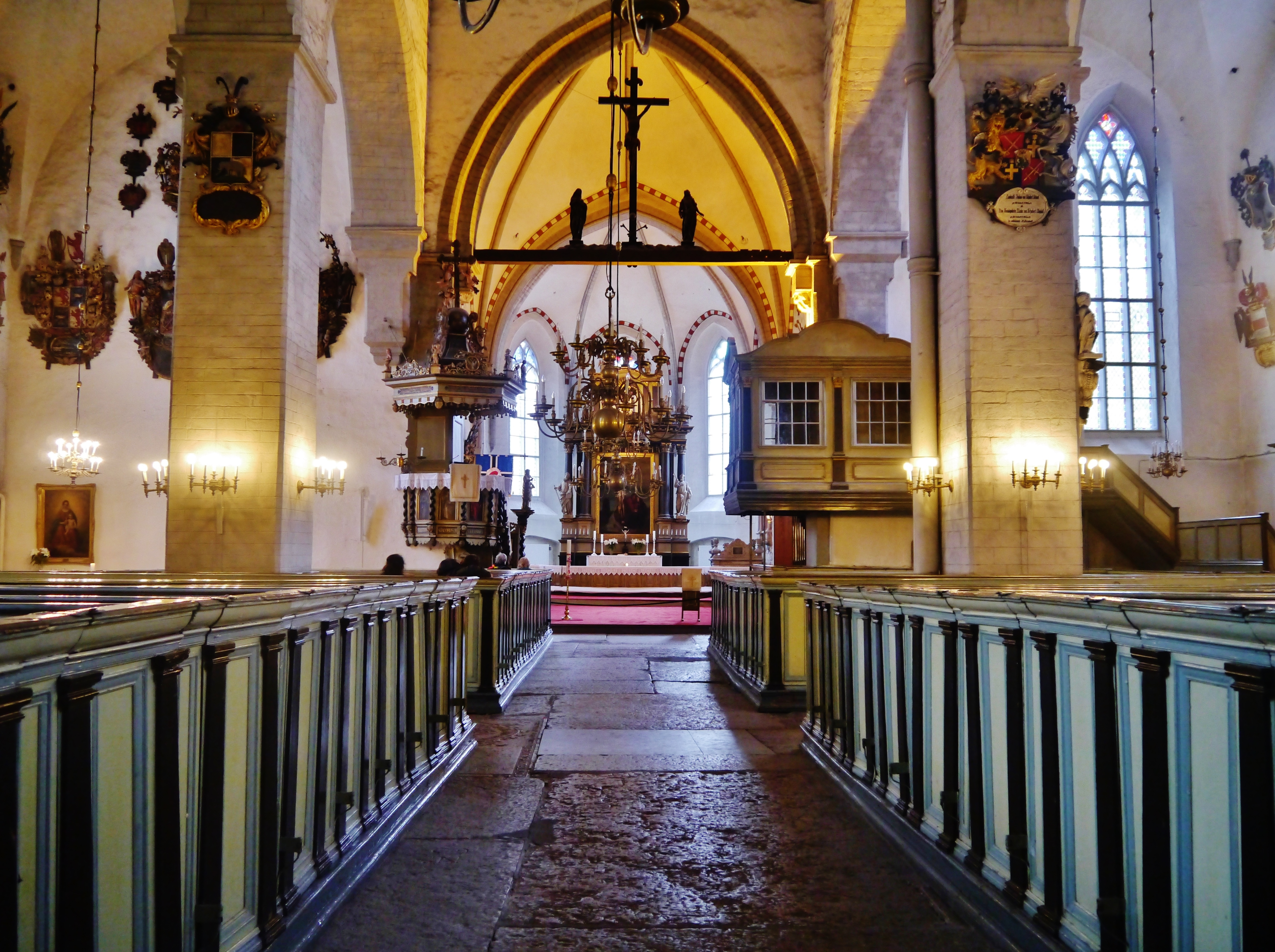
Interiör

Den första kyrkan på platsen började uppföras i trä omkring 1219, men ersattes snart av en stenkyrka, som stod färdig 1240. Samma år etablerade den danske kungen Valdemar Sejr Biskopsdömet Reval. Domkyrkan var säte för de katolska furstbiskoparna av Reval fram till reformationen i Livland och Estland och den påföljande svenska ockupationen 1561.

## Kända personer begravda i domkyrkan
- Margareta Eriksdotter (Vasa), syster till Gustav Vasa
- Pontus De la Gardie, fransk-svensk fältherre, och frun Sofia Johansdotter Gyllenhielm, dotter till Johan III. Gravmonumentet utformades av Arent Passer.
- Carl Henriksson Horn af Kanckas, fältmarskalk och riksråd
- Heinrich Matthias von Thurn, böhmisk protestantisk upprorsledare
- Otto Wilhelm von Fersen och Fabian von Fersen, svenska fältmarskalkar
- Samuel Greigh, skotsk sjöofficer i rysk tjänst
- Adam Johann von Krusenstern, rysk upptäcktsresande